# 岐阜県道439号飛騨萩原停車場線
岐阜県道439号飛騨萩原停車場線（ぎふけんどう439ごう ひだはぎわらていしゃじょうせん）は、岐阜県下呂市内を通る一般県道である。

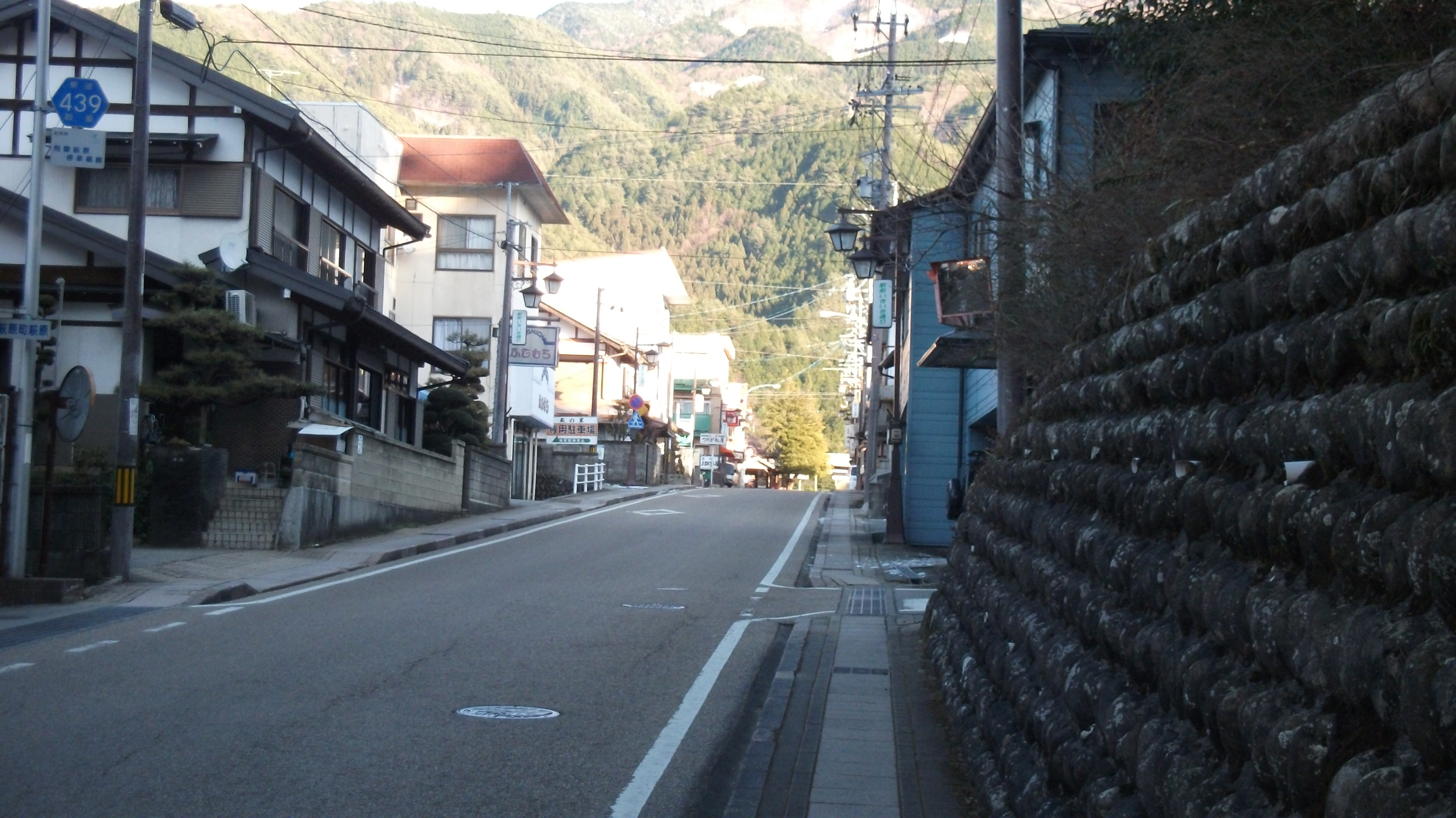

## 概要

### 路線データ
- 起点：飛騨萩原停車場
- 終点：岐阜県下呂市萩原町萩原（国道41号交点）

## 沿革
- 1977年（昭和52年）2月27日 ： 認定[1]

## 地理

### 通過する自治体
- 岐阜県
  - 下呂市

### 接続する道路
- 国道41号（益田街道）（萩原交差点）

### 周辺
- JR高山本線飛騨萩原駅
- 岐阜県立益田清風高等学校
- 下呂市立萩原小学校
- 下呂市立萩原南中学校
- 下呂市役所萩原庁舎
- 萩原郵便局
- 岐阜県警察下呂警察署